# Mae Muller

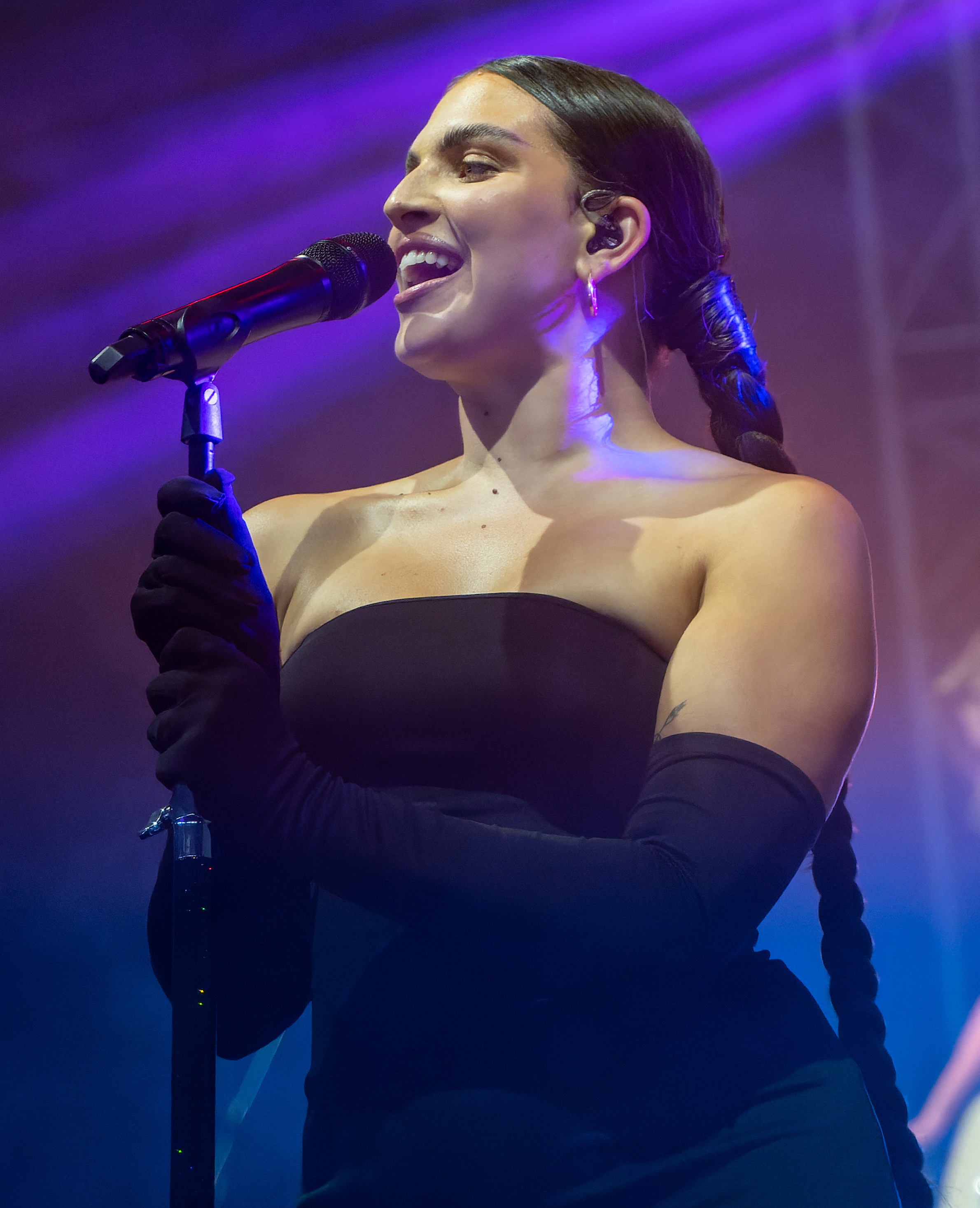
Mae Muller (2022)

Holly Mae Muller (* 26. August 1997 in London) ist eine britische Sängerin.

## Biografie
Muller wuchs im Norden Londons auf. Ihr Großvater Robert Muller war im Alter von zwölf Jahren aus NS-Deutschland nach Großbritannien geflohen und hatte sich in Wales niedergelassen. Sie erwähnte ihre jüdischen Wurzeln und verurteilte öffentlich Antisemitismus. Nach dem College arbeitete sie unter anderem in einem Pub. Mit 19 Jahren begann sie, eigene Songs zu entwickeln. Als große Vorbilder bezeichnet sie Florence + the Machine und Gwen Stefani, daneben nennt sie Sade, die Dixie Chicks und JoJo als Einflüsse.
Ihren ersten Auftritt in einem Musikvideo hatte sie im Video zum Song Grace Kelly des libanesisch-britischen Sängers Mika.
Sie lud ihren ersten Song Close im Netz hoch, dem weitere wie Jenny und The Hoodie Song folgten, die bald erfolgreich wurden.
Im April 2019 erschien ihr Debütalbum Chapter 1.
Am 9. März 2023 wurde bekannt, dass Muller das Vereinigte Königreich beim Eurovision Song Contest 2023 mit dem Titel I Wrote a Song vertritt. Im Finale belegte sie den 25. und vorletzten Platz.

## Diskografie

### Studioalben
- 2023: Sorry I’m Late, Capitol Records

### Kompilationen
- 2019: Chapter 1, Capitol Records

### EPs
- 2018: After Hours
- 2018: Frankly
- 2020: No One Else, Not Even You, Capitol Records

### Singles
- 2018: Close
- 2018: Jenny
- 2018: The Hoodie Song
- 2018: Pull Up
- 2018: Busy Tone
- 2019: Leave It Out
- 2019: Anticlimax
- 2019: Drama (mit Ms Banks und Caitlyn Scarlett)
- 2019: Dick
- 2020: Therapist
- 2020: I Don’t Want Your Money
- 2020: So Annoying
- 2020: HFBD
- 2020: Dependent
- 2021: Better Days (Neiked, Mae Muller & Polo G)
- 2022: American Psycho (mit Marshmello & Trippie Redd)
- 2022: I Just Came to Dance
- 2023: Feels This Good (Sigala feat. Mae Muller, Caity Baser & Stefflon Don)
- 2023: I Wrote a Song
- 2023: Me, Myself & I
- 2023: Written By A Woman
- 2023: Nervous (In A Good Way)

Als Gastmusikerin
- 2021: Lil Rich (Bren Joy feat. Mae Muller)
- 2021: I Did It (Big Zuu feat. Mae Muller)
- 2021: When You’re Out (Billen Ted feat. Mae Muller)
- 2024: Love Hurt Repeat (Alle Farben & Lewis Thompson feat.Mae Muller)

Promo-Singles
- 2019: Maybe (Akustik)
- 2021: Gone
- 2023: As It Was
- 2023: MTJL
- 2023: Written by a Woman